# Midnight Memories
Midnight Memories —en español: Recuerdos de medianoche— es el tercer álbum de estudio del grupo británico-irlandés One Direction, lanzado el 25 de noviembre de 2013.

## Antecedentes
A finales de abril, Louis Tomlinson reveló al diario Daily Star que One Direction había empezado las grabaciones del nuevo material en marzo, y que estuvieron trabajando mientras viajaban por el mundo con el Take Me Home Tour. Dijo además que aunque no quieren apresurar mucho el trabajo, el disco saldría antes de la Navidad.
En mayo, comentaron en la conferencia de prensa de su Where We Are Stadium Tour que el nuevo material tendría un sonido más «afilado» para aludir a su crecimiento. Concretamente, Tomlinson dijo que tendría un tono más rock, mientras que Liam Payne añadió que habían escrito varias canciones, y que el disco creció como ellos crecieron. El mismo mes, el cantautor Ed Sheeran, quien ya había trabajado en los dos álbumes previos del grupo, aseguró a MTV que ya estaba terminado, y que esta vez no habría ninguna canción suya, ya que solo quiso componer canciones para él. Por su parte, el escritor Wayne Hector reveló que había trabajado en el nuevo material. Comentó que el sonido, a pesar de ser mucho más maduro, sigue siendo divertido como en sus anteriores trabajos. El 4 de septiembre, Danny Jones de McFly confirmó la participación del grupo en una entrevista con Digital Spy. Continuó diciendo:

«Obviamente amamos a los chicos. Ellos son increíbles [...] Tenemos una nueva canción en su álbum. One Direction son muy similares a nosotros, pero ellos están en una escala global. Nosotros tuvimos una pequeña pizca de lo que ellos tienen y estamos contentos [por ello]. Estoy feliz de que hayan venido a nosotros porque podemos darles buena música [...] Ellos tienen tantas buenas canciones y ha sido un privilegio formar parte de eso. Para nosotros no se trata hacer dinero y estar allí por un momento, para nosotros se trata de la satisfacción musical y dársela a One Direction [...] Es un sentimiento especial porque no mucha gente quiere trabajar con McFly, porque [se preguntan] ¿qué es McFly?».

El título oficial del álbum fue anunciado el 6 de septiembre de 2013, donde Zayn Malik integrante de la banda, publicó un tuit con un vídeo teaser de Harry Styles en el cual explicaba el significado de la palabra «Mid» mientras que la recogía de un montón de cartas del alfabeto en el suelo. No obstante, One Direction anunció a través de un vídeo publicado en Instagram que su tercer álbum de estudio se llamaría Midnight Memories y sería lanzado el 25 de noviembre. Además, podría preordenarse a partir del 9 de septiembre.

## Contenido

### Grabación
A finales de febrero de 2013, luego del lanzamiento de «One Way or Another (Teenage Kicks)», el productor Julian Bunetta reveló a MTV que estuvo trabajando con One Direction en nuevas canciones cuando se encontraban en Londres, Reino Unido. Tras el inicio de su Take Me Home Tour, algunos medios informaron que ya se encontraban yendo a varios estudios de grabación para comenzar a trabajar en su tercer álbum de estudio. Entre los artistas que ayudaron en el proceso, están Tom Fletcher de McFly y Justin Young de The Vaccines, quienes aseguraron que disfrutaron trabajar con el quinteto.

### Portada
La portada del álbum fue lanzada a por primera vez, exclusivamente por el periódico estadounidense The Sun a través de un tuit, donde luego se confirmó que esa era la carátula oficial a través de la cuenta oficial de One Direction en Twitter. Aunque desde un inicio el acceso de este sólo estaba disponible para aquellos que tenían una calidad de miembro de la versión en línea de dicho periódico. El 11 de octubre del mismo año, la banda presentó finalmente la lista de canciones de Midnight Memories a través del hashtag «#MidnightMemoriesTrackQuiz» en la red social Twitter. La agrupación también compartió una mezcla de pistas y espacios en blanco para ser llenado junto con el resultado final. Asimismo dieron a conocer la lista de las pistas completa incluidas en la edición de lujo se muestra en iTunes.

## Composición

### Letras y sonidos
Midnight Memories abre con «Best Song Ever», la cual también fue publicada como el primer sencillo comercial del álbum. Está escrita por Wayne Hector, John Ryan, Ed Drewett y Julian Bunetta quien se encargó de la producción musical de la pista. Fue compuesta a manera de pop con elementos de pop rock, teen pop y dance pop. Su temática trata acerca de pasar un buen rato. La segunda pista, «Story of My Life», fue compuesta por Jamie Scott, John Ryan, Julian Bunetta, Harry Styles, Liam Payne, Zayn Malik, Niall Horan y Louis Tomlinson y producida por Bunetta y Ryan. Es una canción de género folk pop con influencias de arena rock y rock alternativo que habla acerca de los momentos más especiales de su vida, además trata sobre la reflexión. No obstante se convirtió en el segundo sencillo del disco. «Diana», la tercera canción del álbum, fue coescrita por Julian Bunetta, Liam Payne, Jamie Scott, John Ryan y Louis Tomlinson, mientras que el primero de estos se encargó de la producción del tema. En una entrevista con el bloguero Pérez Hilton en su canal Pérez TV, Tomlinson reveló que «en realidad estábamos trabajando con algunos nombres diferentes para el coro, así que el nombre de la parte superior originalmente era Joanna, que es en realidad muy cerca de el nombre de mi mamá, en realidad se sentía un poco extraño así que lo cambiamos a Diana ».
La cuarta canción que da nombre al álbum, «Midnight Memories», fue escrito por Julian Bunetta, Liam Payne, Jamie Scott, John Ryan y Louis Tomlinson, mientras que fue producida por Bunetta. La compusieron a manera de Pop rock y power pop, con influencias de rock. El tema fue considerado como una reminiscencia de Leppard en la producción, el sonido, las voces, la reverberación y la forma en que está compuesto.

## Comentarios de la crítica
Midnight Memories recibió reseñas generalmente mixtas por parte de los críticos de la música contemporánea, en Metacritic el álbum alcanzó una calificación promedio de 59 de 100, basados en catorce reseña, lo que indica «críticas mixtas». El escritor Brian Mansfield de  USA Today le otorgó tres estrellas de cuatro, comentando que «es un disco que utiliza el estilo del rock clásico, en diferencia a su disco anterior, Take Me Home, más pop».

## Lista de canciones
- Edición estándar y DEDUXE Edición

| Midnight Memories |                                 | |          |  |
| N.º               | Título                          | Escritor(es)                                                                                                | Duración |  |
| 1.                | «Best Song Ever»                | Wayne Hector, Julian Bunetta, John Ryan, Ed Drewett.                                                        | 3:23     |  |
| 2.                | «Story of My Life»              | Jamie Scott, Julian Bunetta, John Ryan, Niall Horan, Zayn Malik, Liam Payne, Harry Styles, Louis Tomlinson. | 4:10     |  |
| 3.                | «Diana»                         | John Ryan, Julian Bunetta, Jamie Scott, Lourdes Muñoz, Louis Tomlinson, Liam Payne.                         | 3:03     |  |
| 4.                | «Midnight Memories»             | Julian Bunetta, Jamie Scott, John Ryan, Louis Tomlinson, Liam Payne.                                        | 2:55     |  |
| 5.                | «You & I»                       | Julian Bunetta, Jamie Scott, John Ryan.                                                                     | 4:01     |  |
| 6.                | «Don't Forget Where You Belong» | Niall Horan, Tom Fletcher, Danny Jones, Dougie Poynter.                                                     | 4:00     |  |
| 7.                | «Strong»                        | Louis Tomlinson, Julian Bunetta, Jamie Scott, John Ryan.                                                    | 3:03     |  |
| 8.                | «Happily»                       | Harry Styles, Savan Kotecha, Carl Falk,                                                                     | 2:55     |  |
| 9.                | «Right Now»                     | Ryan Tedder, Louis Tomlinson, Harry Styles, Liam Payne.                                                     | 3:21     |  |
| 10.               | «Little Black Dress»            | Julian Bunetta, John Ryan, John Theodore Geiger, Louis Tomlinson, Liam Payne.                               | 2:38     |  |
| 11.               | «Through the Dark»              | Jamie Scott, Toby Smith, Louis Tomlinson, Liam Payne.                                                       | 3:40     |  |
| 12.               | «Something Great»               | Jacknife Lee, Gary Lightbody, Harry Styles.                                                                 | 3:56     |  |
| 13.               | «Little White Lies»             | Liam Payne, Louis Tomlinson, Julian Bunetta, Ed Drewett, John Ryan, Wayne Hector.                           | 3:18     |  |
| 14.               | «Better Than Words»             | Julian Bunetta, John Ryan, Louis Tomlinson, Liam Payne, Jamie Scott.                                        |          |  |
| 42:18             |                                 | |          |  |

- Edición deluxe/Ultimate Edition''

| Midnight Memories |                         | |          |  |
| N.º               | Título                  | Escritor(es)                                                                                                  | Duración |  |
| 15.               | «Why Don't We Go There» | Steve Robson, Claude Kelly, Wayne Hector, Louis Tomlinson, Harry Styles, Liam Payne, Zayn Malik, Niall Horan. | 2:54     |  |
| 16.               | «Does He Know»          | Julian Bunetta, Liam Payne, John Ryan, Jamie Scott, Louis Tomlinson.                                          | 2:59     |  |
| 17.               | «Alive»                 | Louis Tomlinson, Jamie Scott, Julian Bunetta, John Ryan.                                                      | 2:41     |  |
| 18.               | «Half a Heart»          | Lindy Robbins, Steve Robson, Ed Drewett.                                                                      | 3:08     |  |
| 59:33             |                         | |          |  |

## Posicionamiento en listas

### Semanales
| Argentina         | Top Álbumes 10 Argentina     | 1 |
| Alemania          | German Albums Chart          | 5 |
| Australia         | Australian Albums Chart      | 1 |
| Austria           | Austrian Albums Chart        | 2 |
| Bélgica (Flandes) | Ultratop 200 Albums          | 1 |
| Bélgica (Valonia) | Ultratop 200 Albums          | 2 |
| Canadá            | Canadian Albums              | 1 |
| Croacia           | Croatian Top 40 Albums Chart | 1 |
| Dinamarca         | Danish Albums Chart          | 1 |
| Escocia           | Scottish Albums Chart        | 1 |
| España            | Spanish Albums Chart         | 1 |
| Estados Unidos    | Billboard 200                | 1 |
| Estados Unidos    | Digital Albums               | 1 |
| Finlandia         | Finnish Albums Chart         | 2 |
| Francia           | French Albums Chart          | 2 |
| Grecia            | IFPI Albums Sales Chart      | 3 |
| Hungría           | Top 40 album- lista          | 1 |
| Irlanda           | Irish Albums Chart           | 1 |
| Italia            | Italian Albums Chart         | 2 |
| Japón             | Japan Albums                 | 3 |
| México            | Mexican Albums Chart         | 1 |
| Noruega           | Norwegian Albums Chart       | 1 |
| Nueva Zelanda     | New Zealand Albums Chart     | 2 |
| Países Bajos      | Dutch Albums Top 100         | 2 |
| Polonia           | Polish Albums Chart          | 2 |
| Portugal          | Portuguese Albums Chart      | 1 |
| Reino Unido       | UK Albums Chart              | 1 |
| República Checa   | Czech Albums Chart           | 1 |
| Suecia            | Swedish Albums Chart         | 1 |
| Suiza             | Swiss Albums Chart           | 2 |
| Taiwán            | Taiwanese Albums Chart       | 1 |
| Venezuela         | Venezuela Albums Chart       | 1 |

### Anuales
| Japón | Japan Albums | 71 |

### Certificaciones
| Territorio        | Organismo certificador | Certificación      | Ventas certificadas | Ref.          |
| ----------------- | ---------------------- | ------------------ | ------------------- | ------------- |
| América del Norte |                        |                    |                     |               |
| Canadá            | CRIA                   | 2× Platino         | 160 000             | [ 51 ]        |
| Estados Unidos    | RIAA                   | 3× Platino         | 3 000               | [ 52 ]        |
| México            | AMPROFON               | 4x Platino + Oro   | 270 000             | [ 53 ]        |
| América del Sur   |                        |                    |                     |               |
| Argentina         | CAPIF                  | 2× Platino         | 80 000              | [ 54 ]        |
| Chile             | IFPI — Chile           | 5× Platino         | 50 000              | [ 55 ]        |
| Colombia          | ASINCOL                | 4× Platino         | 40 000              | [ 56 ]        |
| Ecuador           | IFPI — Ecuador         | Oro                | 3000                | [ 56 ]        |
| Perú              | IFPI — Perú            | Platino + Oro      | 9000                | [ 56 ]        |
| Venezuela         | AVINPRO                | Diamante + Platino | 110 000             | [ 56 ]        |
| Asia              |                        |                    |                     |               |
| Filipinas         | PARI                   | 2x Platino         | 30 000              | [ 57 ]        |
| Japón             | RIAJ                   | Platino            | 250 000             | [ 58 ]        |
| Europa            |                        |                    |                     |               |
| Austria           | IFPI — Austria         | Platino            | 15 000              | [ 59 ]        |
| Dinamarca         | IFPI — Dinamarca       | 3× Platino         | 60 000              | [ 60 ]        |
| España            | PROMUSICAE             | 2× Platino         | 80 000              | [ 61 ]        |
| Finlandia         | IFPI — Finlandia       | Platino            | 20 000              | [ 62 ]        |
| Francia           | SNEP                   | Platino            | 100 000             | [ 63 ]        |
| Hungría           | MAHASZ                 | Oro                | 3000                | [ 64 ]        |
| Irlanda           | IRMA                   | 3× Platino         | 45 000              | [ 65 ]        |
| Italia            | FIMI                   | 3× Platino         | 150 000             | [ 66 ]        |
| Países Bajos      | NVPI                   | Platino            | 50 000              | [ 67 ]        |
| Polonia           | ZPAV                   | 3× Platino         | 60 000              | [ 68 ]        |
| Reino Unido       | BPI                    | 3× Platino         | 900 000             | [ 69 ]        |
| Suecia            | GLF                    | 2× Platino         | 80 000              | [ 70 ]        |
| Suiza             | IFPI — Suiza           | Platino            | 20 000              | [ 71 ]        |
| Europa            | IFPI                   | Platino            | 1 000               | [ 72 ]        |
| Oceanía           |                        |                    |                     |               |
| Australia         | ARIA                   | 2× Platino         | 1400 000            | [ 73 ] [ 74 ] |
| Nueva Zelanda     | RIANZ                  | Platino            | 15 000              | [ 75 ]        |